# Bocanovice
Bocanovice (en polonais : Boconowice ; en allemand : Botzonowitz) est une commune du district de Frýdek-Místek, dans la région de Moravie-Silésie, en République tchèque. Sa population s'élevait à 491 habitants en 2021.

## Géographie
Bocanovice est situé au pied des Beskides de Moravie-Silésie, près de la frontière slovaque. Le village se trouve à 30 km au sud-est de Frýdek-Místek, à 45 km au sud-est d'Ostrava et à 314 km à l'est de Prague.
La commune est limitée par Návsí à l'ouest et au nord, par Jablunkov à l'est et par Dolní Lomná au sud.

## Histoire
La première mention écrite du village remonte à 1621.

## Transports
Par la route, Bocanovice se trouve à 15 km de Třinec, à 39 km de Frýdek-Místek, à 60 km d'Ostrava et à 391 km de Prague.